# Dějiny médií ve 20. století v Českých zemích
Média v Českých zemích prošla ve 20. století výrazným procesem změn. Jejich podoba byla ovlivněna pádem monarchie a první světovou válkou, následoval zrod demokratické republiky, avšak záhy přišla druhá světová válka a nedlouho po ní upadla země do čtyřicet jedna let trvající totality pod vládou komunistů. V roce 1993 se země rozdělila na dva menší státní celky a stejně tak se i změnila. Po celou dobu 20. století média procházela neustálou proměnou.

## Období před první světovou válkou
Společnost prochází proměnami jak na úrovní politického, hospodářského i kulturního života. Mediální sféra se dostává do středu mezi tehdy tradičními zvyklostmi žurnalistiky (od 60. let 19. století) s novými potřebami společnosti. Roste konkurence na vydavatelském trhu a vlastnictví se více koncentruje.

## Vznik Československa a období první republiky
Po vzniku samostatného Československého státu vzniká několik nezávislých novinových titulů, mnozí vydavatelé byli během války zakázáni. Objevují se na trhu nové celostátní a regionální deníky, nové časopisy, vzniká Československá tisková kancelář (ČTK), do veřejného prostoru přichází i rozhlasové vysílání, roste popularita filmů a začíná se experimentovat s televizním vysíláním. Předválečná struktura tisku však byla zachována, noviny byly nadále spjaty s politickými stranami, noviny samy deklarovaly příslušnost k politické straně (např. Národní listy ústřední tiskový orgán Československé národní demokracie).

### Informační zdroje
Vzniká agenturní zpravodajství, v říjnu 1918 je založena ČTK, která se o rok později napojuje na zahraniční zpravodajské agentury (Reuters, Havas, Wolff, AP). Zvyšuje se počet zahraničních korespondentů z důležitých míst Evropy, začíná se budovat fotoarchiv. ČTK zpočátku plnila funkci tiskového odboru Národního výboru československého, který rozhodl o jejím vzniku). V listopadu 1918 je pod ČTK začleněna pražská kancelář Korrbyro. Ve 30. letech 20. století vzrůstá počet poboček (nově v Plzni, Karlových Varech, Teplicích, Brně, Ostravě, Bratislavě, Košicích či v Prešpurku).
Tehdejší zpravodajské pokrytí státních věcí bylo nerovnoměrné, v Českých zemích se kladl výrazný důraz na místní dění, avšak zpravodajství o Slovensku či Podkarpatské Rusi bylo nárazové (v denících) a občas se objevovaly tematicky zaměřené články v časopisech. Výjimku tvořily například Lidové noviny, které měly na východních částech republiky své filiální redakce.
Mezi dominantní informační zdroje pro publikum je stále tisk, v druhé polovině 20. let 20. století začíná mít vliv i rozhlasové vysílání.

### Legislativní rámec
Legislativní rámec navazoval na zavedené pořádky z dob Rakouska-Uherska. Nově vzniklá legislativa mediální provoz omezovala a regulace byly větší než za Rakouska-Uherska. Za celou dobu První republiky nevnikl žádný tiskový zákon a platila následující legislativa: rakouský tiskový zákon z roku 1862, rakouský trestní řád pro řízení ve věcech tiskových z roku 1873 a uherský tiskový zákon z roku 1914. Garanci svobody slova zaručovala Ústava Československé republiky z 29. února 1920. Postupně se však objevovaly zákony, které určitým způsobem upravovaly mediální systém v zemi:
- zákon č. 300/1920 o mimořádných opatřeních – v případě ohrožení státu dočasné omezení občan. svobody vč. tiskové svobody;
- zákon č. 50/1923 na ochranu republiky –  stanovoval odpovědnost za zveřejněný obsah odpovědného redaktorovi, definoval zradu státního tajemství, nedovolené zpravodajství;
- zákon č. 124/1924 proti urážkám na cti  – zákon o odpovědnosti za obsah tiskopisu ve věcech křivého obvinění a urážek na cti spadá pod odpovědnost redaktora;
- později tzv. malé tiskové zákony (1922, 1934) – zejména regulace kolportáže (roznáška, rozšiřování, pouliční prodej tiskovin) a dovozu periodik ze zahraničí;
- zákon č. 131/1936 o obraně státu (1936) – zásadnější regulace, v případě branné povinnosti bude zavedena předběžná cenzura a další opatření včetně zákazu vydávání a rozšiřování novin.

Kromě uvedených zákonů byl vyvíjen u politický tlak skrze vlastnické vazby, vydavatelé byli totiž propojeni s politickými stranami. Dále byl tlak vyvíjen institucionálně přes tiskové oddělení Československé vlády.
Státní dohled byl výrazněji zaměřen na tři skupiny tisku, který se vymykal řízení formou vlastnictví politických stran:
- komunistický (zvláště po bolševizaci KSČ)
- jinojazyčný (německý a anglický – zvláště německé a maďarské tisky ve 30. letech, objevovaly se v nich nacionalistické tendence, které ohrožovaly zájmy ČSR)
- bulvární tisk

### Tisk
Největší koncentrace vydavatelství byla v Praze. Po celé ČSR bylo v roce 1920 na 2259 periodik (1521 československé, 738 jiné jazyky), v roce 1925 již kolem 2800 periodik. O pět let později v roce 1930 bylo již v Československu na 3933 periodik (z toho 155 deníků). Vznikla tak nadprodukce tisku. Důvodem bylo, že tisk byl stále dominantnějším médiem a až na výjimky převažoval stranický tisk, kde byl povinný odběr jako forma stranického příspěvku (politické strany bez vlastního tisku byly bez šance uspět v polit. soutěži).

#### Cenzura
Před distribucí musel schválit odpovědný justiční úřad (dříve policie). V praxi provádělo státní zastupitelství oficiálně tzv. konfiskaci závadných textů, rozhodnutí státního zástupce musel potvrdit soud, poté se to dověděl vydavatel a odpovědný redaktor. Policie vydání zkonfiskovala po konfiskaci jej bylo teprve možné vytisknout. Na místě potlačeného textu byla bílá místa. Zvláště se ze strany státu prosazovala cenzura extrémistů (nacistů, komunistů i extrémních katolíků).

#### Ekonomické a politické podmínky
Za první republiky existovaly cenzurní zásahy, ale byla přítomna i určitá svoboda slova. Tržní hospodářství bylo základním prvkem. Československé mediální prostředí se vyznačovalo oproti západu tím, že většina médií byla spjata s politickými stranami, zatímco na západě byli obvykle soukromí vlastníci médií.
Strany nebyly právními subjekty, nemohly vlastnit nemovitý majetek. Měly tedy stranické tiskové podniky, které dotovaly, často i ze státních peněz:
- Melantrich (Česká strana národně sociální)
- Novina (Agrárníci)
- Pražská akciová tiskárna (Československá národní demokracie)
- Lidová tiskárna Antonína Němce (Sociálně demokratická strana a Komunistická strana Československa)
- Československá akciová tiskárna (Československá strana lidová)
- Čechie (Československá živnostensko-obchodnická strana středostavová)
- Tempo bylo specifické nakladatelství, spojovalo cíle komerčních a politických subjektů (vlastníci bratři František a Jiří Stříbrní)

Většina tiskařských podniků byla ve ztrátě a tak byly dotovány politickými stranami. V zisku byl jen Melantrich a Tempo. Čistě soukromým vlastníkem byl Tiskařský a vydavatelský závod Politika, která vydával noviny Národní politika. Nezávislý tisk nebyl spjatý explicitně s konkrétními politickými stranami, avšak byly výjimky, u kterých byla snaha politické moci uplatňovat svůj vliv (Přítomnost – vliv T. G. Masaryka, Lidové noviny – dotace Kanceláře Presidenta republiky, Národní osvobození – podpora Ministerstva národní obrany a Československé obce legionářské).

#### Obecná charakteristika
Nejvlivnější médium doby, zpravidla převažovaly deníky. Přítomné byly zpolitizované raníky, nejvýznamnější noviny vydávaly dvakrát denně (ranní a odpolední či večerní vydání). Večerníky nebyly jen pouhou mutací deníků, přinášely totiž o přibližně půlden novější zpravodajství. Často byly odlišně pojaty, přinášely lehčí čtení a byly ve vyšším nákladu.
Náklady ranního tisku: Lidové noviny 45 tisíc, Národní listy: 20 tisíc, Venkov: 30 tisíc, Právo lidu: 40 tisíc, České slovo: 25 tisíc, oproti tomu Národní politika až 150 tisíc, a to kvůli tomu, že obsahovala méně politiky a více jiného zpravodajství. Náklady večerníků byly o přibližně o třetinu vyšší (kvůli čtenářské zvyklosti, preference četby novin po návratu z práce), např. Večerní České slovo: 500 tisíc kusů. Například nedělní vydání Národní politiky dosahovalo až 400 tisíc výtisků.
Obsah novin byl posílen univerzálním záběrem ve volbě témat (vnitřní i zahraniční politika, ekonomika, společnost, kultura, sport a lokální informace).

#### Nezávislý tisk
- Národní politika

Jde o jeden nejstarších československých deníků, byl založen v roce 1883 a byl spojen s legionářskou tradicí po první světové válce. Původně byla Národní politika blízká konzervativním staročechům, po roce 1918/9 se přimkl k Československá národní demokracie, stále se však označoval za nepolitický list. Národní politika obsahovala solidní zpravodajství, měla obsáhlou inherentní plochu. List se snažil neplést se do politických půtek mezi stranami, ačkoli měl sympatie ke konzervativcům, v posledních letech republiky se přikláněl k fašismu.
- Národní osvobození

Národní osvobození patřily pod nakladatelství Pokrok. Okruh lidí vydávající tyto noviny patřil k legionářskému novináři Lvu Sychravovi. List vyjadřoval politické sympatie k TGM a Hradu.
- Tribuna

Tribuna vznikla v roce 1919 z potřeby mít v zemi nezávislé noviny s všestranným zpravodajstvím podle britského vzoru. Odpovědným redaktorem byl Ferdinand Peroutka (ve svých 24 letech), deklarace, že noviny budou nezávislé a nebudou sloužit žádné politické straně (na tehdejší dobu neobvyklé). Bedřich Hlaváč byl šéfredaktor, původem Žid, přítel T. G. Masaryka. Do novin přispívali například: F. X. Šalda, Marie Pujmanová, Josef Kodlíček (přítel Peroutky), Alfréd Fuchs (rubrika denní zprávy, psal fejetony), Karel Poláček (psal fejetony), Arne Laurin (prostředník mezi Hradem a Tribunou, sháněl finanční podporu od Masaryka), Hubert Masařík (psal i pro Přítomnost), Milena Jesenská (překládala texty z Němčiny) aj. Tribuna však brzy zaniká, konkrétně v roce 1928.
- Lidové noviny

Lidové noviny zažily nejlepší časy za první republiky. Původně šlo o regionální titul založený Adolfem Stránským v roce 1893 v Olomouci jako tiskový orgán Moravské lidové strany. Brzy zapojily nezávislé zpravodajství (první výrazná emancipace od vydavatele za šéfredaktora Arnošta Heinricha). Noviny měly vysokou kulturní úroveň. Expanze do Prahy byla nezbytná (staly se celostátním deníkem). Původně byly sloučeny s brněnskou redakcí, avšak to nestačilo a přesunuly se do Prahy. Měly blízké vazby k Hradu, kterým byly tajně dotovány, na oplátku projevovali Hradu sympatie se v mediálních obsazích. Po roce 1945 musel být název změněn na Svobodné noviny. V 50. letech byla jejich činnost zastavena. V roce 1987 nelegálně obnoveny jako samizdat. První legální vydání vyšlo v prosinci 1989.
- Přítomnost

Časopis Přítomnost založil v roce 1924 Ferdinand Peroutka. Masaryk přispěl na činnost časopisu 1 milion KČS z čehož bylo půl milionu využito na propagační kampaň. Po pěti letech od založení byl náklad mezi 2,5 až 3 tisíci kusy. Ke konci první republiky se náklad Přítomnosti pohyboval v počtu kolem 32 tisíc kusů. Periodicita byla týdenní, avšak objevily se ekonomické problémy. Po připojení k nakladatelství Borovský se zvedla čtenost. Časopis vychází do dnešní doby v elektronické verzi.

#### Bulvár
Bulvár byl v první republice novinkou na československém mediálním trhu. Díky zvyšování životní úrovně se proměňuje čtenářská kultura. Přibývají čtenáři z nižších vrstev, a to díky levným poledním a večerním listům, které se jim přizpůsobují (například Tempo). Odpolední vydání mají populárnější styl než ranní vydání, obsahují více zpráv s kriminální tematikou či sportem). Podmínky pro vznik české obdoby anglické „nové žurnalistiky“ Alfreda Harmswortha z 90. let 19. století. Obsah novin se komercionalizoval. Započíná konkurenční boj o přízeň čtenářů. Vydavatelé se snaží získat čtenář pomocí snížení ceny, která často byla pod hranicí rentability (ztráty kryly politické strany), ranní vydání ve 30. letech: 50 – 80 haléřů, večerníky 20 – 30 haléřů. Ztráty kryly i prostřednictvím inzerce. Inzertní akvizitéři zveličovali náklad listu (neexistovaly „ověřené náklady“), aby přilákaly zájemce o uveřejnění reklamy.

### Československý rozhlas
Za první republiky připadal jeden přijímač na 15 obyvatel Československa. Diametrální rozdíl byl ve vysílání mezi Českými zeměmi, Slovenskem a Podkarpatskou Rusí. Například 1937 v Čechách vydáno 619 tisíc koncesí k oprávnění poslouchat rozhlas, na Slovensku jen 99 tisíc. Z hlediska sociálního složení držitelů koncesí byl rozhlas rozšířen zejména ve velkých městech.

#### Legislativa
Stát byl dlouho zaměřen na jedno primární komunikační poslání v podobě tisku, méně však na pozici nového média. Rozhlas spadal pod správu Ministerstva pošt a telegrafů. Pro vysílání a příjem rozhlasu platily stejné podmínky jako pro telegrafii. Žádný specializovaný zákon nevznikl, viz zákon č. 60/1923 Sb. o telegrafech. Dne 7. června 1923 vznikla společnost Československé zpravodajství radiotelefonické, s. r. o., spojením Radioslavie a Spolku českých žurnalistů. Ta získala koncesi pro bezdrátové rozhlasové vysílání. V červenci téhož roku se přejmenovala na Radiojournal.

#### Cenzura
Cenzurní praxe probíhala pomocí ústní dohody mezi policií a Radiojournalem. Radiojournal nejméně 48 hodin před vysíláním seznámil policejní ředitelství s programem. Spornými pořady k vysílání byly přednášky. Rozhlas směl vysílat jen ty přednášky, které mohla policie cenzurovat nejméně s 48hodinovou rezervou, pokud by při vysílání došlo k odchylce od předloženého textu, měl Radiojournal zajistit přerušení vysílání. Ministerstvo vnitra prověřovalo hlasatele, zda mohou v rozhlase působit. Radiojournal plnil státní zadání, státní aparát tak neměl potřebu zasahovat do vysílání. Stát však neovlivňoval přímo rozpočet Radiojournalu, kontroloval hospodářství, rozhodoval o výši přidělených financí a disponoval ziskem

#### Rozhlasové publikum
Zpočátku nebyl rozhlas masovým médiem, jelikož byl drahý pro koncového posluchače. Větší rozšíření se konalo až koncem 20. let, 20. století, kdy výrazně zlevnily rádiové přijímače a vysílače byly upraveny tak, aby byl výkonnější. Rozvoj byl však rozhlasu komplikován legislativou, která zákonem o telegrafech nutila vlastníky přijímačů žádat o koncesi a platit koncesionářské poplatky. Stranickopolitické tlaky vůči rozhlasu byly skryté, např. Agrární strana s pomocí TO PMR (Tiskový odbor Předsednictva ministerské rady) a České strany národně sociální se snažila ovlivňovat vysílání prostřednictvím ovládaného ministerstva pošt a telegrafů.

#### Rozhlas v datech
- 1919 v říjnu 28. se uskutečnil první pokus o vysílání mluveného slova a hudby z Petřína[7]
- 1923 od 18. května pravidelné vysílání ze stanu v Kbelích[8]
- 1924 první zahraniční vysílání
- od dubna 1924 monopol na zpravodajství od ČTK (dříve jen hudba a mluvené slovo)
- 1925 první přímý přenos (Dvě vdovy od Bedřicha Smetany)
- 1932 IX. všesokolský slet byl přenášen pomocí přímého přenosu (reportér Josef Laufer, hlasatel František Havel), začíná éra reportáží
- vysoké koncesionářské poplatky kolem 50 Kč ročně
  - 1923 – 47 koncesionářů
  - 1925 – 13 tisíc koncesionářů
  - 1933 – přes 570 tisíc koncesionářů
  - 1938 – 1,128 milionu koncesionářů

## Média za druhé republiky
Systém nebyl pro všechna média stejně přijatelný a příznivý. Nástup fašizujících se médií. Krize po Mnichovu zasáhla všechny dimenze společenského života. Bortí se Masarykova idea státu Československého.

### Tisk
V říjnu 1938 odstupuje z prezidentské funkce Edvard Beneš a odchází do exilu. Média hledají viníky, kterými se stávají Beneš a další politici minulého režimu. Jiří Stříbrný, zakladatel mediálního koncernu Tempo, v poledním listu 9. října 1938 zaútočil na prvorepublikové strany ("národ krvácí…"). V nedělním listu 13. listopadu 1938 v Tempu rozjíždí protibenešovskou kampaň – odbenešit! Například deník Venkov, ústřední deník Republikánské strany, hledal východiska krize, jak postupovat. Kritizoval „luxus parlamentní demokracie“ a poukazoval na nutné změny ve jménu záchrany národa. Kritizoval nadbytek politických stran. Rudolf Halík: šéfredaktor Venkova, inicioval proces „zjednodušování politického života“.
Na konci 30. let před Mnichovem vycházelo asi 4000 periodických titulů, do konce roku 1938 jich na 1900 zaniklo, a to z různých příčin: desítky titulů zanikly na odstoupených pohraničních územích; změny systému politických stran, omezení či zrušení mnoha titulů; propouštění redaktorů nebo alespoň jejich část; odchod redaktorů do exilu (poté působení například v BBC, v periodikách v exilu či v diplomacii…). Nastoluje se nový systém cenzurní praxe, který plně dopadá na média při vzniku Protektorátu. Část lidí vydávalo ilegálně.
Dne 17. září 1938 vchází v platnost mimořádná opatření, je vyhlášen stav branné pohotovosti a je podstatně omezen tisk. Dne 26. září 1938 vzniká Ústřední cenzurní komise (podřízena Ministerstvu vnitra), ta má za úkol kontrolu periodického i neperiodického tisku, rozhlasu, filmu, divadla. K cenzuře předběžné přibyla cenzura následná, kvůli tlaku z Třetí říše.
V prosinci 1938 byla cenzura svěřena tiskovému odboru předsednictva vlády. Cenzura byla prováděna v redakcích a vydavatelstvích. Konkrétně platily následující příkazy:
- zákaz kritiky vládních představitelů,
- přímé či nepřímé útoky na cizí státy nebo jejich představitele,
- zákaz kritiky připravovaných reforem,
- zákaz zveřejňování vojenských informací,
- zákaz bílých míst v tisku jako svědectví o zásahu cenzury (redakce musely zaplnit místo nezávadným textem).

#### Zákazy a redukce vydávaných listů
Komunistický tisk zaniká 20. října 1938, ke konci téhož roku končí vládní Pražské noviny. Zákaz postihuje i legionářský tisk (Národní osvobození, Čin). Redukovány či rušeny jsou i německé antifašistické noviny Prager Presse, Prager Abendblatt. Po vzniku Strany národní jednoty byl povolen jen ústřední tisk ve velkých městech. Politické tisky byly též regulovány, například Národní strana práce upravila název svých listů: Právo lidu bylo přejmenováno na Národní práce.

### Film
Experimenty s filmem již v 19. stol. (Jan Kříženecký). Film se prosazuje ve 20. letech 20. století. V prvním desetiletí republiky je promítán v kinech zahraničních týdeník. Počet kin se rozšiřuje na desítky, V druhé polovině 30. let se jejich počet blíží ke 2000. V prvním desetiletí republiky (20. léta) vzniká zahraniční týdeník. V roce 1937 přichází první československý týdeník Aktualita. Dne 10. prosince 1935 předvedl v Praze docent Jaroslav Šafránek koncept televize a jejího vysílání. Vývoj směřující k televiznímu vysílání pro veřejnost se zpozdilo kvůli německé a následně sovětské okupaci.
Změny ve zpravodajském filmu, hraném filmu i v dokumentech. Cenzura postihla celovečerní dokument Martina Friče „X. slet vysokoškolský“.

### Změny v rozhlase
Role rozhlasu stoupala v období krize. Stal se nejlepším způsobem, jak oslovovat masy. Postupně rozhlas procházel radikální proměnou provozu (územně, technicky, národnostně), rozvoj byl však technologicky obtížný (zábor vysílačů a spojení Německem, například v Moravské Ostravě). Kvůli ztrátě území po Mnichovské dohodě rozhlas ztratil asi 370 tisíc posluchačů. Proběhly i programové změny (apely na vlastenectví, nacionalismus), zesílení cenzury vysílaných textů (Tiskový odbor předsednictva vlády). Rozhlasu se nevyhnuly ani personální změny, většina z 62 německých zaměstnanců odešla. V prosinci 1938 nastala změna názvu z Radiojournal na Česko-slovenský rozhlas. Název vydržel jen do 15. března 1939, kdy se označení mění na Rozhlas Čechy-Morava a je sloučen s německým protektorátním vysíláním do skupiny Sendegruppe Böhmen und Mähren.

## Média za Protektorátu Čechy a Morava
Za Protektorátu nastalo důsledné podřízení médií potřebám státu. Média byla nástrojem propagandy, které velel Goebbels. Byla zde potřeba mít novináře pod co největší kontrolou, řídit je a ovlivňovat jejich činnost. Dne 15. března 1939 byla v ČTK umístěna okupační služebna pro tisk. Československá tisková kancelář byla přejmenována na Českou tiskovou kancelář.
Na území protektorátu měli novináři dvě možnosti:
- legální tisk – proněmecký, loajální, podléhající cenzuře, okupační režim měl snahu vytvořit tiskem iluzi normality, fakticky ale došlo k zásadním změnám mediálních obsahů,
- ilegální tisk – odbojové skupiny, konspirativní vydávání, redigování, tisk, distribuce/kolportáž – všechny etapy byly velmi nebezpečné (během protektorátu bylo více než 100 novinářů popraveno).

### Legální mediální provoz
Povolená média měly dvojakou roli, sloužili jak říši, tak Protektorátu. Sloužily zájmům říše prostřednictvím aktivismu, ale byly součástí protektorátního veřejného života, kromě aktivistických novinářů v médiích i ti, kteří se snažili v rámci možností pracovat a zadat si s okupanty co nejméně, někteří spoluprací s nacisty maskovali spolupráci s odbojem. Například šéfredaktor Tiskového odboru předsednictva ministerské rady František Hofman byl za spolupráci s odbojem zatčen a zemřel v Osvětimi. Pro novináře nastalo velké dilema, zda setrvat v redakcích a držet provoz v rukou vlastenců, nebo zda odejít; byli v schizofrenním postavení, zda být loajální vůči nacistům, nebo loajální k národu. Nejobtížnější pozici měli přední novináři a političtí komentátoři, kteří psali úvodníky, reportáže, ...), snazší pozice měli redaktoři rubrik sport, kultura, ale i tak byli v soukolí okupační mašinerie. Protektorátní vláda měla zájem, aby tisk vyjadřoval její postoje a aby ji podporoval na veřejnosti.

#### Cenzura
Směrnice ze 17. března 1939 přináší změnu v řízení tisku. Vzniká nový cenzurní orgán Ústředí tiskové dozorčí služby při tiskovém odboru Předsednictva ministerské rady, který vydával informace pro šéfredaktory (instrukce jak a o čem psát či nepsat). Nastává praktické provádění cenzury. Centrála v Praze, krajské pobočky v Plzni, Brně, Olomouci, Moravské Ostravě. Každodenní pokyny cenzorům v redakcích, cenzura na veškerý obsah (články, foto, inzeráty).
Po ukončení vojenské správy a dobudování protektorátních úřadů, média spadala pod:
- Úřad říšského protektorátu (ÚŘP),
- v jeho rámci Kulturně politické oddělení ÚŘP (šéf Karl von Gregory),[12]
- v jeho rámci Skupina TISK neboli Gruppe Presse[13] (tajné porady s aktivisty u vedoucího skupiny Wolmara; měla na starost tiskové konference).

Wolfganga Wolframa Von Wolmar (vedoucí skupiny Tisk, spadal pod ÚŘP) a Von Gregory – přenášeli nacistické tiskové poměry do Protektorátu. Pravidelné tiskové konference, na kterých dostávali novináři pokyny jak orientovat zpravodajství, jakou formou komentovat apod. „Vychovávat český národ k říšskému vědomí“ (Wolmar).
Legální žurnalistika spadala pod kontrolu pěti institucí:
- Kulturně politické oddělení úřadu říšského protektora: von Gregory, von Wolmar, skupina Tisk
- Gestapo
- Německá bezpečnostní policie
- Protektorátní ministerstvo vnitra a jeho orgány
- Tiskový odbor Předsednictva ministerské rady

### Tisk
Tisk se snažil vytvářet iluzi normality. Zvláště v počátku Protektorátu byla situace stejná, jako za druhé republiky, okupanti totiž nechali ve vedení politické elity a stejně tomu bylo i u médií, kde změna byla pozvolná. Personální kontinuity byla zachována (neznalost prostředí, nezkušenost se správou zabraných území atd.). V mediálním provozu leccos předpřipravila již autoritativní druhá republika, pro nacisty to bylo výhodné, jelikož tiskové poměry byly nesvobodné už nějakou dobu. Teprve až od 1940/41 začali nacisté postupně do rozhodujících míst dosazovat kolaboranty ochotné ke spolupráci. Po napadení Polska v září 1939 – vojenská cenzura (možnost zveřejňovat zprávy z německé tiskové agentury DNB (Deutsches Nachrichtenbüro) a povinně zveřejňovat zprávy vrchního velitelství německé branné moci na prvních stránkách novin.
V září 1939 – Souborný přehled pokynů pro tiskovou přehlídku
- základní dokument:
  - upravoval poměry v protektorátním mediálním provozu stanovoval, o kterých problémech se nesmí psát (stávky, hospodářská otázka, zatýkání, ilegální hnutí…)
  - pokyny jak tisk má psát o vztahu protektorátu k Německu nesměla se objevovat bílá místa po zásahu cenzury
  - zásada – tisk může začít až v okamžiku, kdy je cenzory a dozorem schválen celý obsah listu
  - konkretizoval požadavky na tisk včetně osob odpovědných za jejich dodržování (šéfredaktoři odpovídají za obsah i dodržování pokynů, cenzoři – úředníci tiskové dozorčí služby…)
  - nedodržení pokynů – konfiskace, zastavení, trestní postihy souborný přehled platil po celou okupaci, byl jen zpřesňován, doplňován

#### Proměny struktury tisku
Klesá počet vydávaných titulů. Jen od března do prosince 1939 zaniklo na 172 titulů. V rozmezí let 1939 – 1940 nastalo slučování, zánik poledníků a některých večerníků. Na jaře 1940 po zastavení činnosti organizací jako Sokol a Junák zaniká jejich rozsáhlý tisk, končí i bulvární noviny Expres. V letech 1939 – 1945 se počet periodického tisku ustanovil kolem 1900 českých titulů.
Oproti tomu však vznikají i nové tituly s nacionalistickým či protižidovským obsahem: Vlajka, Štít národa, Árijský boj a další. K nejlépe informovaným pražským listům patřil německý ústřední deník Der Neue Tag. Vznikl i politický týdeník Přítomnost, který měl ale s Peroutkovým listem společný jen název.

#### Dvě linie legálních médií

##### Pasivně rezistentní část
Pasivně rezistentní část novinářů budovala zdání loajality k nacistům. Zejména na počátku Protektorátu dělali kompromisy, zůstávali v novinách, kódovali do textů skrytá poselství, psali zdánlivě loajálně, pro koncového čtenáře byla nutná četba mezi řádky.
Například Ferdinand Peroutka v dubnu 1939 v Lidových novinách (Hrdinové naší doby) apeloval na národní autonomii v rámci říše, byl však za to napadaný za protiněmecký aktivismus. Gestapo jej poprvé přišlo zatknout 18. března 1939 v rámci akce Gitter (Mříž) kdy bylo zatčeno asi 1600 osob, po šesti dnech byl propuštěn (zatkli moc lidí, nebylo tudíž místo ve věznicích). Dne 26. dubna 1939 vydal článek k Hitlerovým padesátým narozeninám s titulkem „Dynamický život“. Nacisté text pochopili správně, dle autorova skrytého záměru a ohlášené dokončení textů nenechali vydat a v září 1939 byl Peroutka vězněn v Buchenwaldu a Dachau, kde trpěl až do roku 1945.
Prostřednictvím ČTK v roce 1939 působili novináři Arnošt Bareš, Zdeněk Schmoranz jako zprostředkovatelé informací pro odboj, prostřednictvím ČTK organizovali odbojovou činnost skupiny tzv. tiskových referentů. V září téhož roku byli odhaleni a zatčeni, do konce války byli vězněni v Mnichově.
Další novináři v odboji: Milena Jesenská, Julius Fučík, Zdeněk Bořek Dohalský, Karel Zdeněk Klíma, Antonín Pešl, Alfred Fuchs a Karel Poláček.

##### Aktivističtí novináři
Otevřená podpora nacistů, kolaborace s nimi. Novinářský aktivismus byla specifická kategorie fenoménu kolaborace, pasivní loajalita či konformismus nebyl dostatečný, objevili se tzv. aktivističtí novináři, aplikující pro říšský aktivismus, ve kterém  byla nejen glorifikace říše, ale i aktivní snaha aplikovat ideologii v podmínkách Protektorátu. To se projevovalo prostřednictvím aktivního prosazování příkazů seshora, maximální nasazení pro pokyny ze strany nacistických předáků. Snažili se sami iniciativně domýšlet příkazy v intencích okupačních záměrů. Zdokonalovali propagandistické prostředky, nastolovali témata, který byla v zájmu okupantů. Využívali znalosti domácího prostředí, často zahajovali propagandistické kampaně okupantů, udávali. Byli tzv. trojští koně, spolutvůrci okupace, vykonávali nátlak i na protektorátní elity.

###### Aktivistická sedmička
Aktivistická sedmička se zformovala mezi lety 1940-1941. Mezi její členy pařili:
- Karel Lažnovský (České slovo)
- Emanuel Vajtauer (Večerní české slovo, šéfredaktor Přítomnosti v letech 1942–1944)
- Václav Crha
- Vladimír Krychtálek
- Jaroslav Křemen
- Vladimír Ryba
- Karel Werner

Vytvářela nátlak na protektorátní vedení (ohrožovala i premiéra Eliáše a jeho politickou koncepci). Pojí se s nimi tzv. Chlebíčková aféra v září 1941, při které protektorátní ministerský předseda Alois Eliáš otrávil několik aktivistických novinářů. Incident dodnes nese název známé pochutiny, jelikož otravu způsobily infikované chlebíčky. Přední představitel Lažnovský na následky otravy zemřel.
V souvislosti s pozváním aktivistů k premiérovi přišla výzva k bojkotu protektorátního tisku. Jednalo se o nejlépe koordinovaná protinacistická kampaň v roce 1941. Společná akce domácího hnutí odporu a exilu, hlavním organizátorem bylo české vysílání BBC. Výzva, aby si nikdo nekoupil noviny, měla silný efekt. Během týdne kolem Chlebíčkové aféry klesl prodej a odběr protektorátního tisku o 50-70 %[zdroj?].

### Rozhlas a film
V roce 1939 byl vydán dekret, který nařizoval dohled nad rozhlasovým vysíláním, každý program musel být předložen před vysíláním, ale programová skladba se příliš nezměnila oproti předokupačním časům. V roce 1940 byla v rozhlase zavedena programová intendantura neboli dozor, která řídila a kontrolovala rozhlasový program. V květnu 1945 nastal boj o rozhlas, konkrétně 5. května v 6 hodin ráno začali pracovníci rozhlasu vysílat jen česky a hráli zakázané české písně. Tato činnost zapůsobila jako podnět pro pražský odboj a začalo Pražské povstání. Němci poslali proti rozhlasu jednotky SS, ale rozhlasu přicházeli na pomoc čeští policisté a jiní povstalci.
Filmy směly distribuovat pouze Lucernafilm, Nationalfilm, Českomoravské filmové ústředí. Vše bylo pod kontrolou německých okupantů.

## Třetí republika (1945 – 1948)
Za třetí republiky byly v Česku na scéně čtyři politické strany: Komunistická strana Československa (KSČ), Československá strana lidová (ČSL), Československá sociální demokracie (ČSD) a Československá strana národně socialistická (ČSNS). 
Správa médií spadala pod Ministerstvo informací v jehož čele stál Václav Kopecký, vedoucí funkce obsadili: František Bauer (šéf Tiskového odboru), František Halas (odbor publikací), Ivan Olbracht (odbor rozhlasový), Vítězslav Nezval (odbor filmový). Nové struktury periodického tisku, tisk se musel přeregistrovat.
Změny v tisku:
- Zanikl tisk nepovolených politických stran (agrárníci vydávali Venkov, a jeho večerní vydání s názvem Večer již 1944[15]). Je rušen německý a protižidovský tisk. Zaniká Národní politika.
- Obnovení novin Rudé právo, Národní osvobození, Právo lidu, Dnešek (z dřívější Přítomnosti).
- Vznikají nové tituly Práce, Mladá Fronta a Zemědělské noviny; z časopisů: Obzory (květen 1945, Ivo Ducháček), Vývoj (září 1945, Pavel Tigrid) a čtvrtletník Listy (Jindřich Chalupecký)
- Název mění České slovo na Svobodné slovo, Lidové listy na Lidová demokracie a Lidové noviny na Svobodné noviny.

Započalo centrální rozdělování papíru, kterého byl nedostatek. Tento způsob následně převzali i komunisté. Opět vešel v platnost tiskový zákon č. 6/1863. Ustanoven Ústřední svaz československých novinářů, Svaz českých novinářů, Zváz slovenských novinárov. Členství v některém ze svazů bylo podmínkou pro povolání novináře. Dne 11. května 1946 vznikla Komise pro očistu médií, která rozdávala pokuty a zákazy práce v oboru pro kolaborující novináře. Trest smrti byl udělen novinářům za kolaboraci s nacisty: Antonín Jaromil Kožíšek, Vladimír Krychtálek, Alois Kříž, Rudolf Novák, Karel Werner, Emanuel Vajtaur (v nepřítomnosti), Jaroslav Křemen.

### Rozhlas a ČTK
Dne 22. srpna 1945 byl legislativně obnoven Československý rozhlas. Ředitelem pražského vysílání se stal Zdeněk Morávek, vedoucím programu Mirko Očadlík, technickým ředitelem Vladislav Janík, správu rozhlasu měl na starost Karel Remeš. O počátek samostatného rozhlasového zpravodajství se zasloužil Otakar Matoušek. KSČ však přes Ministerstvo informací obsadila vedoucí funkce, generálním ředitelem byl jmenován komunista Bohuslav Laštovička, novým šéfem zpravodajství se stal Josef Hronek.
Dne 8. května 1945 vyhořela budova ČTK, nastaly potíže s technickým vybavením. Většina tamních novinářů se hlásila k levici. Ředitelem ČTK se stal Miloš Novotný.

## Nástup komunistů k moci (1948 – 1989)
Nástup nového modelu veřejné komunikace (snaha maximalizovat kontrolu KSČ nad médii). Povoleno několik set periodik, což je pokles oproti předešlým tisícům.

### Cenzura
Za vlády KSČ nebylo povoleno soukromé podnikání v tisku, stát popíral možnost ekonomické soběstačnosti médií. Kulturní a propagační oddělení ÚV KSČ a Ministerstvo informací měly systém mediální kontroly nad médii po celé zemi. Nejdříve tyto úřady kontrolovaly média samy, následně si založily cenzurní úřady. V roce 1948 vzniká založena Kulturní rada pro dohled nad médiem. Nejdříve Hlavní správa tiskového dohledu (HSTD; vedoucí F. Kohout, E. Kovařík) (1953–1966), poté Ústřední publikační správu (1966–1968), následoval Úřad pro tisk a informace (1968–1989), Slovenský úřad pro tisk a informace (1968–1989) a Federální úřad pro tisk a informace (1980–1990). Odpovědnost za obsah nese šéfredaktor. Vznikla též Ideologická komise sekretariátu ÚV KSČ, kterému velel Jiří Hendrych.
Předběžná cenzura fungovala skrz dozor cenzorů (plnomocníků HSTD a dalších následujících úřadů), kteří pracovali v každé redakci a tiskárně. Rozhlas měl čtyři až pět cenzorů, u každého pořadu inspektor ověřil program, zda má cenzorní razítko. Zvláštní postavení Rudého práva, k němu panovala důvěra, nebylo tedy pod cenzurním dohledem. Pod drobnohled cenzury se dostaly i knihy prostřednictvím Československé ústředí knižní kultury. Probíhala i cenzura poštovních zásilek.
Zákony:
- Nový tiskový zákon č.81/1966 Sb. Zákon o periodickém tisku a o ostatních hromadných informačních prostředcích
- Dílčí tiskový zákon č.184/1950 Sb. O vydávání časopisů a o Svazu čs. novinářů (tisk má vychovávat k socialismu) 
  - "Národní shromáždění přijalo 20. prosince 1950 zákon č. 184/1950 Sb. O vydávání časopisů a o Svazu československých novinářů. Zákon definoval poslání tisku, který měl „napomáhat budovatelskému úsilí československého lidu a spolupracovat na jeho výchově k socialismu“. Podle tohoto zákona nemohlo být vydávání periodických tiskovin předmětem soukromého podnikání. Zákon vymezoval, kdo řídí vydávání tiskovin a kdo a za jakých podmínek je kompetentní tiskoviny vydávat. Vydavateli tisku byly podle zákona politické strany, státní orgány a ústavy, kulturní, hospodářské, zájmové, sociální a tělovýchovné organizace, dále národní a komunální podniky a lidová družstva. Vydávání novin a časopisů mohlo být povoleno jen takovým organizacím a institucím, které dle zákona svým charakterem poskytovaly dostatečnou záruku, že tisk bude kladným činitelem při výchově lidu. Zákon definoval rovněž poslání Svazu československých novinářů a ukládal povinné členství v této organizaci všem novinářům z povolání. Podle zákona si veškeré rozhodovací pravomoci o postavení každého novináře uvnitř všech redakcí ponechával Svaz čs. novinářů. Právo rozhodovat o tom, kdo smí nebo nesmí vykonávat novinářské povolání, jej stavělo do pozice velmi významného kontrolního orgánu v oblasti médií."  Archivováno 25. 8. 2019 na Wayback Machine.

### Novinářské organizace
- 1945 – Vysoká škola politická a sociální (USPS) a vznik novinářské fakulta, (vedoucí Jaroslav Vozka)
- 1945 – založení přípravného výboru Svazu českých novinářů[17] a Sväz slovenských novinárov, v roce 1947 spadaly pod Ústřední svaz československých novinářů
- 1946 – Vznik lektorátu žurnalistiky na Univerzitě Palackého[zdroj?]
- 1946 – Svaz českých novinářů (Otakar Wursch)
- 1947 – Mezinárodní sjezd novinářů v Kodani, založení Mezinárodní organizace novinářů (MON), tajemníkem Jiří Hronek (sídlo v Praze až do roku 1995)
- 1948 – 1. sjezd československých novinářů, na kterém se přihlásili ke službě komunistickému režimu
- 1960 – vznik Institutu osvěty a novinářství na Univerzitě Karlově[18]
- 1972 – vznik Fakulty žurnalistiky na Univerzitě Karlově[18]

### Informační zdroje
Tiskové agentury podrobeny důsledné centralizaci. ČTK se spojila s Foto-Centropress, Čechopress, Pragopress a se Zpravodajskou agentúrou Slovenska. Vzrostl vliv sovětské agentury TASS a východoněmecké ADN (Allgemeiner Deutscher Nachrichtendienst). V roce 1963 ČTK zakládá Pressfoto, časopis zahraničních zajímavostí 100+1 a reklamní agenturu Made in… (publicity). V roce 1965 – ČTK zákonem definovaná jako zpravodajský orgán ČSSR. Vznikají nové redakce: dokumentární, redakce hospodářských informací, mezinárodní redakce. Vzniká dvojí zpravodajství, jedno je určeno pro veřejnost, druhé je jen pro vysoké stranické funkcionáře.

### Tisk
V 50. letech jsou tiskoviny unifikované s nezajímavým obsahem. Kolem roku 1960 se ustálila struktura krajských deníků. V roce 1953 vzniká Poštovní novinová služba, která jako jediná distribuovala Rudé právo.
Zastavení významných titulů: Akord, Dnešek, Listy a Kritický měsíčník. V roce 1948 též zaniká sociálnědemokratický tisk a Právo lidu, zůstává pouze Svět práce. Lidová demokracie, Důvěrník zůstávají.
Rudé právo a Zemědělské noviny jsou ve světovém formátu, ostatní noviny jsou ve středoevropském.
KSČ vydává následující noviny:
- Rudé Právo (šéfredaktor Vilém Nový, Praha)
- Nová Svoboda (v Ostravě)
- Glos Ludu (v polštině)

Vydává i měsíčníky, časopisy a týdeníky:
- Rovnost
- Květy
- Propagandista
- Funkcionář
- Nová mysl
- Pravda
- Új szó (maďarsky)

Situace tisku u ČSL:
- Zastaveny – Vývoj, Obzory
- Zachovány – Lidová demokracie, Důvěrník

Situace tisku u ČSS:
- Zachováno – Svobodné slovo, Socialistický směr

Revoluční odborové hnutí (ROH) vydávalo deník Práce, Odborář, Technické noviny, Svět práce. Vydavatel Československý svaz mládeže měl na kontě následující tituly: Mladá fronta, Mateřídouška, Ohníček, Pionýrské noviny, Mladý technik, Věda a technika mládeže, ABC mladých techniků a přírodovědců, Mladý svět, My, Student. Nakladatelství Naše vojsko vydávalo Obrana lidu, Československá armáda, Československý voják, Obránce vlasti, Svět motorů, Československý sport, Stadion. Svaz československých novinářů má tituly: Novinář – Československý novinář, Sešity novináře, Reportér. Ministerstvo zemědělství má Zemědělské noviny. Mezi kulturní časopisy patřila Tvorba, Var a Literární noviny.

### Rozhlas

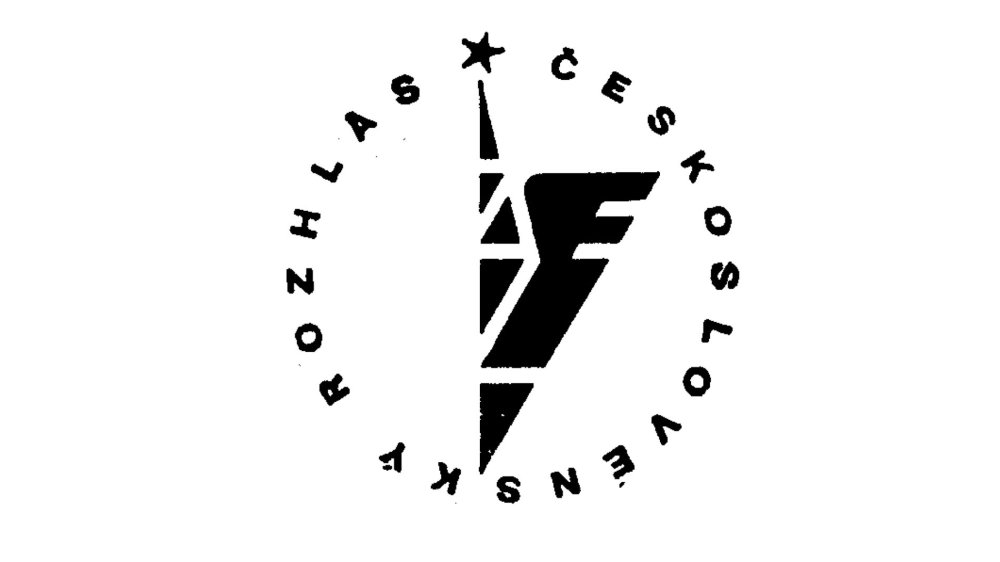
Logo Československého rozhlasu (1963)

Organizační struktura prošla poválečnou personální očistou, stejně tak i po nástupu komunistů. Po Vítězném únoru 1948 přejímá rozhlas informace jen od Rudého práva a sekretariátu KSČ. Odchází nekomunističtí novináři: Josef Cincibus, František Gel, Mirko Očadlík, Emil Vrba, F. K. Zeman. Ředitelem rozhlasu jmenován Kazimír Stahl (předseda akčního výboru). V dubnu 1948 byly Český a Slovenský rozhlas zestátněny. V červnu téhož roku se Rozhlas účastnil Mezinárodní výstavy rozhlasu.

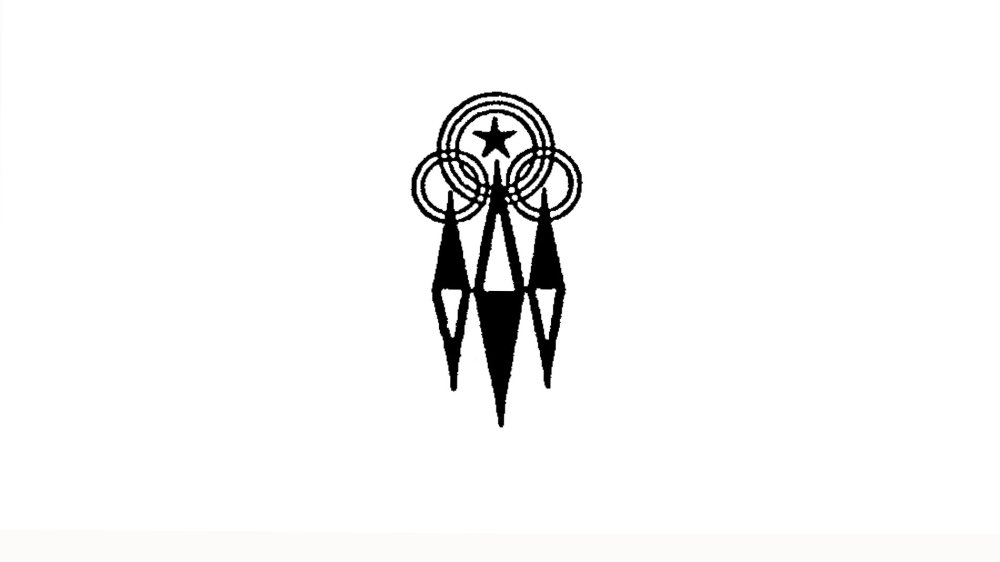
Logo Československo rozhlasu (1973)

Československý rozhlas od roku 1952 vysílal na dvou celonárodních okruzích - Praha a Bratislava, byly postaveny nové vysílače, vznikaly nové regionální stanice. V roce 1952 začal Československý rozhlas rušit vysílání Svobodné Evropy. V roce 1954 vznikl program Praha III. – rozhlas po drátě (předtím Československo I., Československo II.). Od 1963 vysílá v pásmu velmi krátkých vln Československo II (60-80 MHz). Vznikají krajská studia. V roce 1957 se ČsRo se vydělila Československá televize. Tu do od té doby řídil Československý výbor pro rozhlas a televizi, ten však v roce 1959 zaniká a ČsRo i ČsTv se stávají samostatnou rozpočtovou organizací.
Programová skladba (byl kladen důraz na propagandistické režimní dosahy):
- četby na pokračování
- pořady: Nedělní divadelní večery, Co máte nejraději, Tribuna naší vesnice, Mikroflóra, Dobrou noc, děti, Meteor, Pozor, zákruta!, Kolotoč, Historia magistra, Nealkoholická vinárna U pavouka
- publicistika – Rubrika mezinárodního života, Valné tribuny
- Rozhlasové noviny (od 1945 – zpravodajská relace)
- Rozhlasová univerzita (od 1947 – vzdělávací)
- pořad Hovoří Moskva (od 1953)
- hitparáda Dvanáct na houpačce, Gramotingetange (od 1964)

### Televize
Dne 1. května 1953 začalo zkušebního vysílání Československé televize, které bylo od v roce 1954 prohlášeno za pravidelné. Od roku 1958 se vysílalo každodenně. První přímý přenos se uskutečnil v roce 1955 a šlo o hokejové utkání. Televizní studio v Měšťanské besedě ve Vladislavově ulici, 1. vysílač byl na Petříně, započalo budování studia a vysílače na Kavčích horách. Je zaveden koncesionářský poplatek, v 60. letech roste rozšíření televizorů mezi lidmi. Vzniká zákon č. 18/1964 Sb. O Československé televizi, který určuje, co se bude vysílat, jaká bude programová skladba a jaká bude mezinárodní spolupráce. Je založen Svaz československých filmových a televizních umělců FITES (předseda Martin Frič), který si "za cíl stanovil chránit kulturu před mocenskými zásahy, zaručit filmové tvorbě a hospodářskému podnikání nezávislost a prosadit autonomnost filmové publicistiky".
Programová skladba:
- Branky body vteřiny (od roku 1956)
- Televizní aktuality a zajímavosti (1956)
  - Televizní noviny (od roku 1959; Jaroslav Bouze a Kamila Nováková)
- první seriál – Rodina Bláhova (mezi lety 1959 – 1960; režie Jaroslav Dudek)
- oblíbené pořady: Hádej, hádej, hadači, Tři chlapi v chalupě, Zvědavá kamera

### Paralelní komunikační systémy

#### Exilový a ilegální tisk
Začala v Ženevě od roku 1949 vycházet Revue Skutečnost (Karol Belák, Ferdinand Peroutka, Pavel Tigrid). Z New Yorku a později z Paříže vydává Pavel Tigrid Svědectví. Objevují se počátky samizdatu. Krátkodobě vycházející periodika exilových politických stran:
- Demokracie v exilu (ČSL)
- České slovo (ČSNS)

#### Rozhlas
Za totality v Československu se snažily přes hranice vysílat stanice BBC, Deutsche Welle, Radio Vaticana, Rádio Svobodná Evropa (ředitel Ferdinand Peroutka, sídlo v New Yorku, pobočka v Mnichově). Totalitní rušičky západních stanic od roku 1951 do roku 1988.

## Pražské jaro (1967 – 1969)
V roce 1966 vychází Tiskový zákon č. 81/1966 Sb., který schvaluje a legalizuje cenzuru. Rozmach odborářského tisku, společenských časopisů, titulů pro mládež a kulturních časopisů (Impuls, Sešity pro mladou literaturu, Orientace). Vznikají filmové a televizní noviny: Kultúrný život a Literární noviny. Je obnoven týdeník svazu spisovatelů Literární listy, který probírá úvahy o následné cenzuře. Rozhlas přináší Písničky s telefonem, Československá televize přináší diskuzní pořady – Věc veřejná, Sonda, Mezi námi. 
V roce 1967 přichází revolta mládeže proti nastolenému systému (Strahovské události, akce Chceme světlo!), nastává postupné uvolňování režimu. V roce 1968 je aplikována následná cenzura, kontrola ze strany Ministerstva kultury. Televizní diskuzní pořady – Věc veřejná, Sonda, Mezi námi.

## Období pádu komunismu a počátek transformace médií
První veřejné vystoupení Občanské fóra v nakladatelství Melantrich na Václavském náměstí 21. listopadu. Nastává prolomení informačního embarga, vzniká Nezávislé tiskové středisko, ze kterého v roce 1990 vzniká časopis Respekt. V roce 1987 vychází dvě nultá čísla samizdatových kulturně politického měsíčníku Lidové noviny, první číslo vychází v roce 1988. Po Sametové revoluci proběhlo odstátnění a liberalizace médií, zákon č. 23/1991, Listina součástí Ústavy, čl. 17 – cenzura je nyní nepřípustná.

### Situace titulů po převratu
Vzniká: Mladá fronta DNES, Právo (1990), Polední expres, Telegraf, Blesk (vlastník švýcarské vydavatelství Ringier, nástup komercializace).
Zanikají tiskoviny: Lidová demokracie (se 1994 sloučila s Lidovými novinami), Obrana lidu a Práce. Svobodné slovo přejmenováno na Slovo (2000 zaniklo).
Obnova zrušených a zakázaných titulů: Lidové noviny (1987), Venkov, Právo lidu, Reportér.
ČRo a ČT se stávají médii veřejné služby od 1. 1. 1992.